# Herois a l'alba
Herois a l'alba (títol original en anglès, Before Dawn) és una pel·lícula australiana dirigida per Jordon Prince-Wright i estrenada el 21 de juny 2024. S'ha doblat i subtitulat al català.
Pel que fa a la crítica, The Guardian va assenyalar la manca de pressupost i la debilitat del guió malgrat la interpretació dels actors. Magazine Filmhound també va constatar la manca de recursos i un escenari «incoherent» per endinsar-se en la guerra, encara que assegurava que les interpretacions estaven a l'altura.
CityHub va elogiar la pel·lícula pels seus dissenys d'escenografia i la demostració de l'horror dels combats. X-Press Magazine va valorar-ne el ritme i la progressiva evolució dels personatges.
La pel·lícula va ser produïda amb un pressupost estimat de 9 milions de dòlars australians i va recaptar aproximadament 192.178 dòlars a la taquilla mundial.